# Joffre Guerrón
Joffre David Guerrón Méndez (ur. 28 kwietnia 1985 w Ambuquí) – ekwadorski piłkarz grający na pozycji prawoskrzydłowego pomocnika w Pumas UNAM.

## Kariera klubowa

### Kariera juniorska
Karierę juniorską rozpoczął w 1998 w SD Aucas. W 2002 zadebiutował w pierwszym zespole, jednocześnie wciąż będąc zawodnikiem drużyny młodzieżowej. W 2004 opuścił klub, mówiąc, że nie spełnia on jego wymagań sportowych oraz ekonomicznych i przeniósł się do argentyńskiego Boca Juniors. Grał tam jednak tylko w rezerwach klubu, więc w 2006 trafił do LDU Quito.

### Kariera seniorska
W LDU grał do 2008. Zdobył z tym klubem mistrzostwo kraju w 2007 oraz Copa Libertadores 2008. W czerwcu 2008 przeniósł się do Getafe CF, z którym podpisał czteroletni kontrakt. W lipcu 2009 Guerrón został wypożyczony na rok do Cruzeiro EC za milion euro z opcją transferu definitywnego za dodatkowe trzy. Rok później Guerrón został zawodnikiem Athletico Paranaense. 3 lipca 2012 trafił do Beijing Guo’an, w którym zadebiutował cztery dni później z Guangzhou R&F. W lipcu 2014 przeszedł do Tigres UANL. W grudniu 2015 trafił do Cruz Azul.

## Kariera reprezentacyjna
Guerrón od 2007 gra w reprezentacji Ekwadoru.

## Życie prywatne
Ma dwóch braci – Raúla i Hugo. Obaj są piłkarzami.